# Hładkowyczi
Hładkowyczi (ukr. Гладковичі) – wieś na Ukrainie, w obwodzie żytomierskim, w rejonie korosteńskim. W 2001 roku liczyła 1763 mieszkańców.
Znajduje tu się przystanek kolejowy Sełyszcze, położony na linii z Owrucza do Strefy Wykluczenia.